# Bochalema
Bochalema là một khu tự quản thuộc tỉnh Norte de Santander, Colombia. Thủ phủ của khu tự quản Bochalema đóng tại Bochalema Khu tự quản Bochalema có diện tích 171 ki lô mét vuông. Đến thời điểm ngày 28 tháng 5 năm 2005, khu tự quản Bochalema có dân số 5596 người.